# Brites Mendes de Vasconcelos

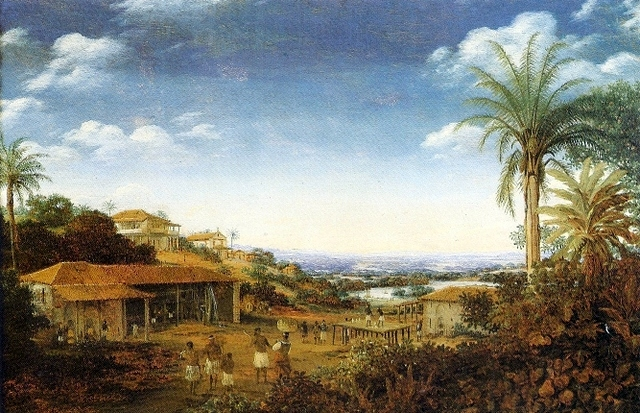
Pintura de Frans Post retratando a vida em um engenho pernambucano no século XVII.

Brites Mendes Góis de Vasconcelos, conhecida como "a velha" por ter falecido com quase 100 anos, foi uma das primeiras mulheres portuguesas a migrar para o Brasil. Filha de Bartholomeu Rodrigues e de sua mulher D. Joanna de Góes e Vasconcellos, nasceu em Lisboa, por volta de 1525-1528, sendo enviada ao Brasil em 1535, ainda criança e órfã, a bordo da Nau de Duarte Coelho, primeiro donatário da Capitania de Pernambuco e falecido em 19 de dezembro de 1620. Sua madrinha, Brites de Albuquerque, esposa de Duarte Coelho, foi quem a acolheu e Brites herdou o nome de sua protetora.

## Biografia
Brites Mendes Góis de Vanconcelos foi apoiada pela família real portuguesa em sua infância, especificamente pela rainha Catarina de Áustria, esposa de João III de Portugal, que a confiou aos cuidados de Brites de Albuquerque. Casou com Arnau de Holanda e tornou-se uma proprietária de engenhos, cujas posses foram herdadas por seus descendentes.
Judia de origem Sefarditas, conforme Francisco Dória em sua obra Sangue Converso no Brasil Colônia e Comunidade Israelita do Porto - genealogia de  Brites Mendes. Isso estaria em consonância com as histórias de muitas famílias Sefarditas que, após a expulsão dos judeus de Portugal em 1497, foram forçadas a se converter ao cristianismo. Embora não haja confirmação definitiva sobre essa origem, essa teoria levanta a possibilidade de que Brites tivesse raízes em uma comunidade de convertidos migrantes que buscavam recomeçar a vida no Brasil.
Brites Mendes Góis de Vasconcelos e Arnau de Holanda deixaram uma vasta descendência na Região do Nordeste do Brasil. Seus filhos e netos, muitos dos quais estão mencionados nos registros da primeira visita da Inquisição ao Brasil, possuíam ligações com a Marrano portuguesa Branca Dias, uma cristã-nova de origem judaica, o que trouxe atenção às suas famílias.
Segue a lista dos descendentes de primeiro grau do casal:
- Anna de Holanda e Vasconcellos - casou-se com João Gomes de Melo.
- Antônio de Holanda e Vasconcelos - casou-se primeiro com Felipa Cavalcanti de Albuquerque e depois com Ana de Moraes Valcacer.
- Adriana de Holanda - casou-se com Christoph Linz (Cristóvão Lins)[11], de origem alemã e neerlandesa.
- Agostinho de Holanda e Vasconcellos[12] - casou-se com Maria de Paiva[13], descendente de Branca Dias e Diogo Fernandes Santiago.
- Cristóvão de Holanda Vasconcellos[14] - casou-se primeiro com Catarina Cavalcanti de Albuquerque, e depois com Clara da Costa Calheiros.
- Ignês de Góes de Vasconcelos - casou-se com Luís do Rego de Barros. [15]
- Isabel de Holanda e Vasconcelos[16] - Casou-se com António Cavalcanti de Albuquerque, Fidalgo Cavaleiro da Casa Real e senhor de engenhos.
- Joana de Góes de Vasconcelos - Casou-se com Bartolomeu Jácome Lins, mercador abastado, com descendência.
- Maria de Holanda e Vasconcellos - Casou-se com Antônio de Barros Pimentel, senhor de engenho e natural de Viana do Castelo, com descendência.

Esses descendentes formaram uma extensa rede de proprietários de engenhos e figuras da Elite colonial do nordeste brasileiro, moldando os aspectos econômicos e sociais da região.

## Descendentes Contemporâneos
As ramificações de descendentes de Brites Mendes Góis de Vasconcelos e Arnau de Holanda possuem longevidade, atingindo  os séculos XIX, XX e XXI, com vários dos seus descendentes atuando em áreas importantes da cultura, política e arte no Brasil. Dentre os mais conhecidos estão:
1. Chico Buarque é músico, compositor e escritor brasileiro. Na composição Paratodos (canção) faz referência aos seus antepassados, reforçando a construção de uma identidade que abarca tanto suas raízes de origem europeia quanto sua consciência de "artista brasileiro". A canção serviu como um recurso poético para uma autobiografia e como recorte de fundo para a diversidade cultural que molda uma nação. Ainda como descendente em destaque o pai de Chico, o Historiador Sérgio Buarque de Holanda e, sua irmã, a cantora e ex ministra da cultura Ana de Hollanda. Na lista ainda, Aurélio Buarque de Holanda lexicógrafo e autor do Dicionário Aurélio. Todos são descendentes diretos de Brites por meio de seu filho Cristóvão de Holanda e Vasconcelos.
2. José Lins do Rego romancista regionalista, foi escritor de obras que retratam o nordeste brasileiro, especialmente às atividades no engenho que remontam as raízes de suas família. É descendente direto de Brites por meio de sua filha Isabel de Holanda.
3. Deodoro da Fonseca, primeiro Presidente do Brasil e seu sobrinho Hermes da Fonseca Presidente da República no início do século XX. Ambos são descendentes direto de Brites por meio de sua filha Adriana de Holanda.